# گورستان فرادنبه
گورستان فرادنبه  مربوط به دوره صفوی به بعد است و در فرادنبه، داخل شهر واقع شده و این اثر در تاریخ ۸ مرداد ۱۳۸۱ با شمارهٔ ثبت ۶۰۱۵ به‌عنوان یکی از آثار ملی ایران به ثبت رسیده است.